# ژوزف آلزین
ژوزف آلزین (انگلیسی: Joseph Alzin; ۱۸ دسامبر ۱۸۹۳ – ۲ سپتامبر ۱۹۳۰) وزنه‌بردار اهل لوکزامبورگ بود.